# دون بايرون
دون بايرون (بالإنجليزية: Don Byron)‏ هو عازف كلارينيت وملحن أمريكي، ولد في 8 نوفمبر 1958 في نيويورك في الولايات المتحدة.

## وصلات خارجية
- الموقع الرسمي
- دون بايرون على موقع IMDb (الإنجليزية)
- دون بايرون على موقع ألو سيني (الفرنسية)
- دون بايرون على موقع ميوزك برينز (الإنجليزية)
- دون بايرون على موقع أول موفي (الإنجليزية)
- دون بايرون على موقع قاعدة بيانات الأفلام السويدية (السويدية)
- دون بايرون على موقع أول ميوزيك (الإنجليزية)
- دون بايرون على موقع ديسكوغز (الإنجليزية)
- دون بايرون على موقع قاعدة بيانات الفيلم (الإنجليزية)
- دون بايرون على موقع كينوبويسك (الروسية)